# K.C. Jones
K. C. Jones, född 25 maj 1932 i Taylor i Texas, död 25 december 2020 i Connecticut, var en amerikansk basketspelare.
Jones blev olympisk mästare i basket vid sommarspelen 1956 i Melbourne.